# Myrmica arnoldii
Myrmica arnoldii (лат.) — вид мелких муравьёв рода Myrmica длиной около 4—5 мм. Стебелёк между грудкой и брюшком состоит из двух члеников: петиолюса и постпетиолюса (последний четко отделен от брюшка), жало развито, куколки голые (без кокона).

## Распространение
Северная Монголия и Южная Сибирь.

## Систематика
Вид Myrmica arnoldii был впервые обнаружен в Читинской области профессором Геннадием Михайловичем Длусским. Относится к группе Myrmica lobicornis.

## Этимология
Назван в честь патриарха российской мирмекологии профессора Константина Владимировича Арнольди.